# Shinji Orito
Shinji Orito (折戸 伸治, Orito Shinji, nascido em 30 de julho de 1973) é um compositor musical japonês nascido em Hyōgo que trabalha para a marca de romances visuais Key sob a VisualArt's. Antes de formar a Key, Orito trabalhou para outra empresa de software chamada Leaf, onde contribuiu para quatro jogos. Após sair da Leaf, Orito foi transferido para outra empresa, chamada Tactics, onde teve participação na criação de três jogos para essa empresa, Dōsei, Moon. e One: Kagayaku Kisetsu e. Após formar a Key, Orito dedicou-se muito a títulos como Kanon, Air e Clannad. Orito foi influenciado pelos compositores japoneses famosos Joe Hisaishi e Yuzo Koshiro.

## Carreira
Após se formar no ensino médio, Orito trabalhou em um banco, mas devido a uma recessão na economia, o banco passou por uma reestruturação e Orito saiu pouco depois. Orito encontrou um novo trabalho como compositor na desenvolvedora de jogos eletrônicos TGL, mas quando um amigo do ensino médio chamado Naoya Shimokawa (agora presidente da Aquaplus) o convidou para trabalhar na desenvolvedora de videogames Leaf, ele aceitou.
A partir de 1995, Orito compôs músicas para três jogos da Leaf: DR2 Night Janki, Filsnown: Hikari to Koku e Shizuku (precursor de To Heart). Quando o próximo jogo da Leaf, Hatsune no Naisho!!, estava em produção, Orito deixou a Leaf. Ele conseguiu um emprego de meio período numa agência dos correios enquanto fornecia composições musicais terceirizadas para a desenvolvedora de videogames Tactics, sob a Nexton, para o jogo Dōsei; depois disso, a Tactics contratou Orito, que ajudou a compor músicas para mais dois jogos: Moon. e One: Kagayaku Kisetsu e.
Em 1999, Orito e grande parte da equipe por trás de Moon. e One, incluindo Jun Maeda, Itaru Hinoue, Naoki Hisaya e OdiakeS, deixaram a Tactics para trabalhar na editora de videogames VisualArt's, onde formaram a empresa Key. Durante seu tempo na Key, Orito forneceu composições musicais terceirizadas para três jogos de três empresas diferentes sob a VisualArt's. O primeiro foi para Sense Off, da Otherwise, seguido por Shoya Kinjō, da Giant Panda, e, finalmente, Realize, da Playm. Em 2001, Orito compôs os temas de abertura e encerramento para a série de anime Onegai Teacher. Em 2006, Orito compôs a música "Precious" no álbum de estreia de Mami Kawada, Seed. Entre dezembro de 2007 e agosto de 2010, Orito foi uma das três personalidades (as outras sendo Itaru Hinoue e uma mulher chamada Chiro, que trabalhava para a Pekoe, outro estúdio de visual novels sob a VisualArt's) em um programa de web rádio patrocinado pela Key em relação à marca chamada Key Net Radio. Orito compôs a música para o jogo da Key Rewrite (2011) e seu fan disc Rewrite Harvest festa! (2012). Orito lançou seu álbum Circle of Fifth em outubro de 2012. Em 2016, Orito compôs músicas para o jogo da Key Harmonia.